# Поташкин, Адольф Алексеевич
Адольф Алексеевич Поташкин  (1926 — 2003) — советский председатель колхоза и передовик производства в сельском хозяйстве. Депутат Верховного Совета Белорусской ССР 9-го и 10-го созывов. Герой Социалистического Труда (1991).

## Биография
Родился 6 марта 1926 года в деревне Малые Дуравки, Смоленского уезда Смоленской губернии в крестьянской семье.
В 1941 году с началом Великой Отечественной войны находился в эвакуации на Урале. С 1942 года работал токарем на одном из оборонных заводов в городе Челябинск.
С 1945 года после окончания войны переехал в город Гомель Белорусской ССР, и несколько лет выступал на сцене местного театра. В 1950 году работал инструктором трудового обучения Гомельского детского дома.
С 1952 года назначен заместителем директора по учебно-воспитательной работе Улуковского специального детского дома в Гомельском районе. В 1953 году назначен директором Буда-Кошелёвского специального детского дома в Буда-Кошелёвском районе Гомельской области.
С 1955 по 1960 годы  А. А. Поташкин был избран и работал председателем колхоза «Путь к коммунизму» Гомельской области. С 1960 года А. А. Поташкин работал председателем Гомельской межколхозной строительной организации Гомельского областного управления по строительству при Гомельском облисполкоме и заместителем председателя колхоза «За Родину» Гомельского района.
В 1964 году А. А. Поташкин был избран председателем колхоза имени Урицкого Гомельского района. Из отсталого колхоза района А. А. Поташкин, вывел его на передовые позиции в области и республике. В 1980-х годах средняя урожайность зерновых культур превысила 30 центнеров с гектара и к 1990 году составила 44,1 центнер на круг, а по сухому кукурузному зерну составила ещё большую цифру в 80 центнеров. Ежегодный надой от каждой коровы составлял в среднем 4558 килограммов молока, производилось более 400 тонн мяса птицы, ежедневный объём выпуска мясной продукции достигал 4 тысяч банок мясной тушёнки, почти 700 килограммов колбасы и копчёностей разных сортов. По итогам Всесоюзного и республиканского социалистического соревнования за успешное выполнение заданий двенадцатой пятилетки в 1990 году коллектив хозяйства был награждён переходящим Красным Знаменем ЦК КПСС, Совета Министров СССР, ВЦСПС и ЦК ВЛКСМ.
22 марта 1966 года, 8 апреля 1971 года и 14 февраля 1975 года  Указом Президиума Верховного Совета СССР «за выдающиеся успехи в сельском хозяйстве»  Адольф Алексеевич Поташкин награждался  Орденом Знак Почёта, Орденом Трудового Красного Знамени и Орденом Ленина.
22 марта 1991 года Указом Президиума Верховного Совета СССР «за достижение высоких устойчивых результатов в производстве и продаже государству сельскохозяйственной продукции, большой личный вклад в решение социальных вопросов»  Адольф Алексеевич Поташкин был удостоен звания Героя Социалистического Труда с вручением Ордена Ленина и золотой медали «Серп и Молот».
Помимо основной деятельности А. А. Поташкин избирался в 1981 году делегатом XXVI съезда КПСС, депутатом Верховного Совета Белорусской ССР 9-го (1975—1980) и 10-го созывов (1980—1985), где являлся членом Комиссии по сельскому хозяйству.
С 1998 года на пенсии. Проживал в деревне Урицкое Гомельского района. Умер 2 августа 2003 года.

## Награды
- Медаль «Серп и Молот» (22.03.1991)
- Орден Ленина (14.02.1975, 22.03.1991)
- Орден Трудового Красного Знамени (8.04.1971)
- Орден Знак Почёта (22.03.1966)

### Звания
- Заслуженный работник сельского хозяйства БССР (1978)